# 普特里·萨里·戴维·西特拉
普特里·萨里·戴维·西特拉（1996年8月2日—），新加坡女子羽毛球運動員。

## 簡歷
普特里·萨里·戴维·西特拉的父親是前印尼國家羽毛球隊隊員，她自6歲起開始練習羽毛球，到8歲時開始參加比賽。
2016年11月，普特里·萨里·戴维·西特拉與金羽佳合作出戰印尼羽毛球國際挑戰賽女子雙打項目，在準決賽中以0比2（4-21、13-21）不敵馬來西亞的林芸如/葉錚雯，四強止步。
2017年11月，普特里·萨里·戴维·西特拉與金羽佳合作出戰印度羽毛球國際系列賽女子雙打項目，在決賽中以2比1（20-22、21-9、21-13）擊敗馬來西亞組合，贏得冠軍。

## 主要比賽成績
只列出曾進入準決賽的國際賽事成績：
| 年份   | 賽事                     | 公開賽級別 | 項目     | 拍檔                 | 成績   |
| ------ | ------------------------ | ---------- | -------- | -------------------- | ------ |
| 2015年 | 新加坡羽毛球國際系列賽   | 國際系列賽 | 女子雙打 | 蔡依玲               | 準決賽 |
| 2016年 | 新加坡羽毛球國際系列賽   | 國際系列賽 | 混合雙打 | 丹尼·巴瓦·克里斯南塔 | 亞軍   |
| 2016年 | 印尼羽毛球國際挑戰賽     | 國際挑戰賽 | 女子雙打 | 金羽佳               | 準決賽 |
| 2016年 | 印度羽毛球國際挑戰賽     | 國際挑戰賽 | 女子雙打 | 金羽佳               | 準決賽 |
| 2017年 | 伊朗羽毛球國際挑戰賽     | 國際挑戰賽 | 女子雙打 | 金羽佳               | 亞軍   |
| 2017年 | 新加坡羽毛球國際系列賽   | 國際系列賽 | 女子雙打 | 金羽佳               | 準決賽 |
| 2017年 | 印度羽毛球國際系列賽     | 國際系列賽 | 女子雙打 | 金羽佳               | 冠軍   |
| 2017年 | 印度羽毛球國際挑戰賽     | 國際挑戰賽 | 女子雙打 | 金羽佳               | 準決賽 |
| 2018年 | 馬來西亞羽毛球國際挑戰賽 | 國際挑戰賽 | 女子雙打 | 金羽佳               | 準決賽 |
| 2018年 | 蒙古國羽毛球國際賽       | 國際系列賽 | 女子雙打 | 金羽佳               | 冠軍   |
| 2018年 | 蒙古國羽毛球國際賽       | 國際系列賽 | 混合雙打 | 黄光良               | 準決賽 |
| 2018年 | 白夜羽毛球賽             | 國際挑戰賽 | 混合雙打 | 黄光良               | 亞軍   |
| 2018年 | 南澳洲羽毛球國際賽       | 國際挑戰賽 | 混合雙打 | 许永凯               | 冠軍   |
| 2018年 | 雪梨羽毛球國際賽         | 國際系列賽 | 混合雙打 | 許永凱               | 準決賽 |
| 2018年 | 新加坡羽毛球國際系列賽   | 國際系列賽 | 女子雙打 | 金羽佳               | 準決賽 |
| 2018年 | 印度羽毛球國際挑戰賽     | 國際挑戰賽 | 混合雙打 | 許永凱               | 準決賽 |

| 2007-2017年 | 首要超級賽 | 超級賽 | 黃金大獎賽 | 大獎賽 | 國際挑戰賽 | 國際系列賽 | 未來系列賽 | 其他 |

| 2018-2026年 | 總決賽 | 超級1000賽 | 超級750賽 | 超級500賽 | 超級300賽 | 超級100賽 | 國際挑戰賽 | 國際系列賽 | 未來系列賽 | 其他 |